# Guanidine
La guanidine est un composé cristallin formé lors de l'oxydation de la guanine. Elle est utilisée dans la production de plastiques et d'explosifs. Elle se trouve également dans l'urine, étant un produit du métabolisme.
Elle n'est pas commercialisée telle quelle, mais sous forme de sel (chlorhydrate, acétate, carbonate, etc.). Son pKa est de l'ordre de 20, c'est donc une base forte qui se retrouve sous forme de cation guadinium de pKa 13,4 dans l'eau.

## Utilisation
Les sels de guanidine comme le thiocyanate de guanidinium sont des agents chaotropiques qui déstabilisent les interactions faibles impliquées dans la structure spatiale des protéines. Pour cette raison, ils sont utilisés pour provoquer la dénaturation des protéines.
|  |  |